# Station Trzciel
Station Trzciel is een spoorwegstation in de Poolse plaats Trzciel.